# Condor Ferries

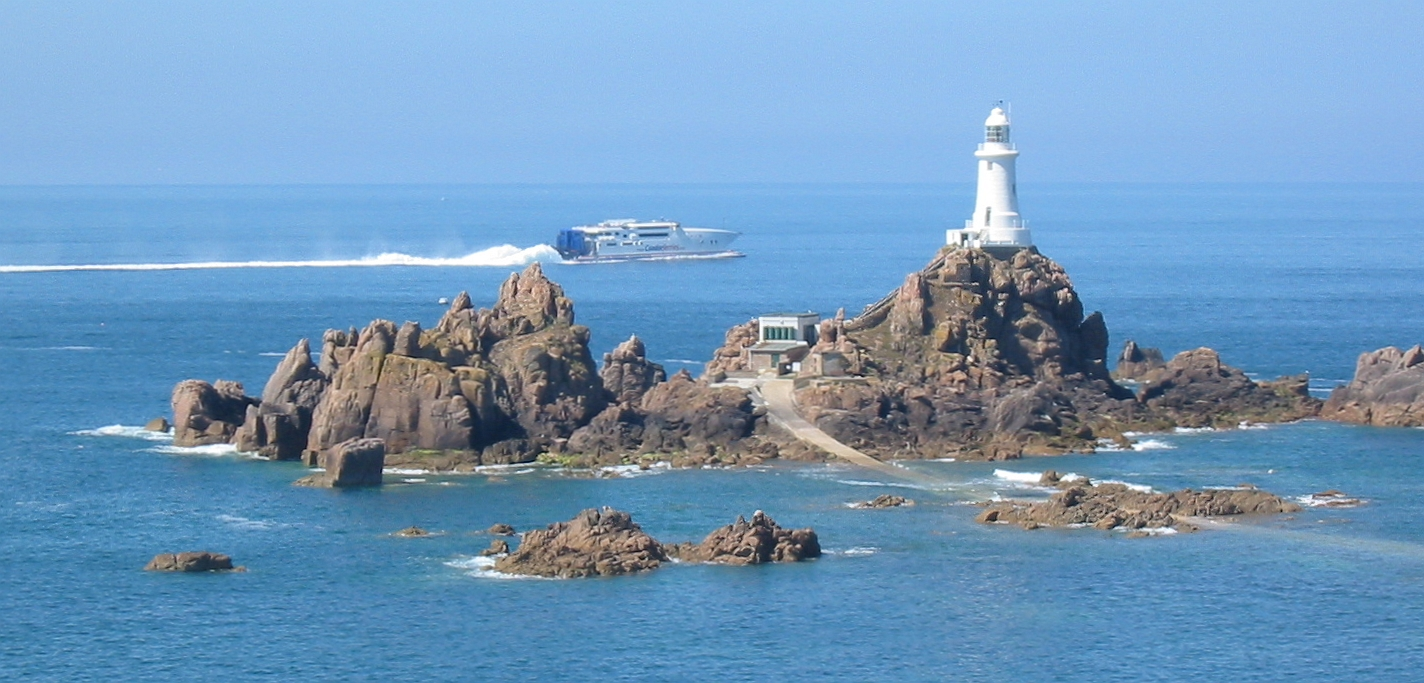
Un ferry Condor pasa por detrás de La Corbiéthe.

Condor Ferries es la empresa que actualmente opera el servicio de viajes en transbordador entre el Reino Unido y las Islas del Canal; es además una de las tantas que operan entre el Reino Unido y Francia, así como también entre Francia y las Islas del Canal. Comunica las localidades británicas de Weymouth, Poole (ubicadas en el condado de Dorset) y Portsmouth (situada en el condado de Hampshire), las Islas del Canal de Guernsey y Jersey, y las localidades francesas de Saint-Malo (emplazada en la región de Bretaña) y Cherbourg (localizada en la región de Baja Normandía).
En 2024, la compañía fue adquirisa por Brittany Ferries.

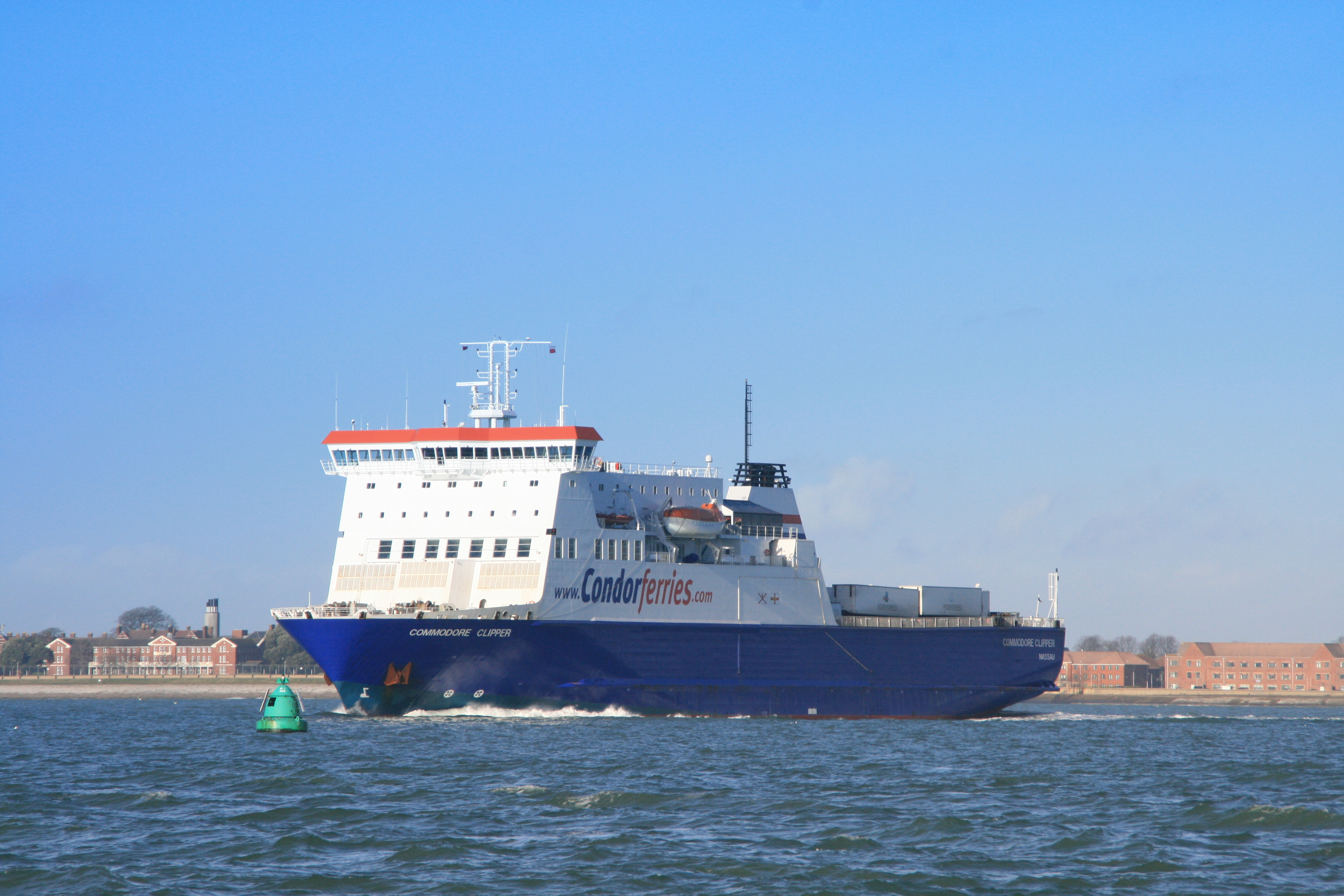
Commodore Clipper